# Vita di Aaron
Vita di Aaron è un manoscritto conservato a Londra, nella British Library, OR 7029, del X secolo. Numero di protocollo 163 in una catalogazione più recente.
Il testo, prodotto di una tradizione letteraria sviluppata attorno a santi locali, è storicamente importante per le notizie sulla conversione di File al Cristianesimo (la storicità del racconto è confermata dal fatto che uno dei vescovi citati, Marco, è menzionato in una lettera di Atanasio agli Antiocheni del 362) e in quanto contiene le prime notizie sulla cristianizzazione della Nubia. 